# Liga Deportiva Universitaria de Quito
Liga Deportiva Universitaria, conocido también como Liga de Quito, simplemente Liga, o por sus siglas LDU, es un club deportivo ecuatoriano, originario de la ciudad de Quito. Fue fundado el 11 de enero de 1930, aunque sus actividades iniciaron el 23 de octubre de 1918 como un equipo deportivo estudiantil de la Universidad Central del Ecuador (UCE), llamado Club Universitario. Su principal disciplina es el fútbol, su plantel masculino participa en la Serie A de Ecuador, mientras el plantel femenino compite en la Súperliga Femenina de Ecuador. Además de ello, el club ha participado en otras disciplinas, como: baloncesto, atletismo, natación, voleibol, ciclismo, taekwondo, tenis de mesa, ajedrez y deportes electrónicos.
Debido a su gran trayectoria en el fútbol ecuatoriano, es el club más popular de Quito y el segundo más popular de Ecuador, siendo su hinchada una de las más numerosas en el país, principalmente en la región interandina de Ecuador. Fundado por jóvenes estudiantes de Facultad de Medicina de la Universidad Central del Ecuador, sus miembros e hinchas reciben los apodos de «Universitarios» y «Centrales»; así también, al equipo se le dice «La U», debido a que porta dicha letra en su escudo. Además, reciben los sobrenombres de «Albos» y «Merengues» gracias a su tradicional uniforme blanco resultado de su origen universitario.
En cuanto a los logros deportivos, es una de las entidades más laureadas y reconocidas del fútbol ecuatoriano, por lo que también se le conoce en su país como el «Rey de Copas». Sus máximos logros internacionales han sido la obtención de la Copa Libertadores 2008, dos veces la Copa Sudamericana en las ediciones de 2009 y 2023, y dos Recopas Sudamericanas en 2009 y 2010; también fue subcampeón de la Copa Mundial de Clubes de la FIFA 2008, Copa Suruga Bank 2010 y de la Copa Sudamericana 2011. En el ámbito nacional, ha sido campeón de la Serie A ecuatoriana por 13 ocasiones, de la Supercopa de Ecuador tres veces, de la Copa Ecuador por una ocasión, además de varios títulos de las divisiones juveniles. Su mayor rivalidad deportiva es con Aucas, con quien disputa el Superclásico de Quito, considerado como el partido de mayor tradición de la ciudad capitalina. También mantiene una gran rivalidad con Universidad Católica, al ser ambos los dos equipos quiteños surgidos de universidades, juntos protagonizan el Clásico Universitario; con Deportivo Quito, con quien disputa un tradicional partido capitalino; con El Nacional, al ser ambos los dos equipos más laureados y populares de la urbe capitalina, juntos protagonizan el Clásico Quiteño; y con Barcelona Sporting Club.
Es además el único equipo del Ecuador en haber logrado en tres ocasiones el llamado doblete, estos en el 2009 siendo campeón de la Recopa Sudamericana 2009 y la Copa Sudamericana 2009, en 2010 siendo campeón de la Recopa Sudamericana 2010 y el Campeonato Ecuatoriano de Fútbol 2010 y en el 2023 consiguiendo la Copa Sudamericana 2023 y la Serie A de Ecuador 2023.
Es uno de los pocos clubes ecuatorianos con estadio propio; es así que desde 1997, ejerce de local en el estadio Rodrigo Paz Delgado. El estadio, también conocido como «La Casa Blanca», tiene una capacidad de 41 575 personas, siendo el estadio con mayor capacidad de Quito y el segundo del país; es por ello, que desde 2020, este escenario es también donde desempeña su localía la selección de fútbol de Ecuador. Su sede deportiva, el Country Club de LDU, se encuentra en Pomasqui, parroquia rural de Quito.

## Historia
Se inició originalmente en octubre de 1918 como un equipo semiprofesional de la Universidad Central del Ecuador (ubicada por entonces en el edificio del actual Museo Alberto Mena Caamaño entre las calles García Moreno y Espejo en el ex-Cuartel de la Real Audiencia de Quito) llamado Club Universitario, bajo la dirección del Dr. César Jácome Moscoso y conformado por estudiantes de la universidad, siendo el equipo representante de la universidad y el antecedente del actual club.
El 11 de enero de 1930, se reunieron estudiantes de la universidad y deportistas del Club Universitario, convocados por el entonces presidente del club, Bolívar León, y presididos por el rector de la universidad el Dr. Aurelio Mosquera Narváez para crear oficialmente a Liga Deportiva Universitaria. En esos días la institución contaba con varias disciplinas deportivas como lo son: fútbol, baloncesto, atletismo, natación, tenis, andinismo, ciclismo y ajedrez.
El presupuesto inicial del equipo fue de 500 sucres, por lo que los deportistas de Liga Deportiva Universitaria terminaban sus clases y se dirigían a las canchas de El Ejido, con palas y picos para armar los arcos y así poder entrenar y jugar; y también tenían que solventar sus propios gastos, uniformes, vendas y pomadas. El presidente, Bolívar León, a más de ser el director técnico y jugador del club, fue quien diseñó el primer uniforme de la institución el cual estaba compuesto de una camiseta y pantaloneta blanca, en representación a la Facultad de Medicina, con un escudo que llevaba las letras UC blancas dentro de un triángulo azul y rojo, los cuales son las iniciales y los colores de la bandera de Quito.

## Dirigencia
El primer presidente del club fue César Jácome Moscoso, cuando aún el equipo se conocía como Club Universitario, pero no fue hasta 1930, con la creación oficial de Liga Deportiva Universitaria, que Bolívar León se convirtió en el primer presidente de la actual institución.
El conjunto albo, a lo largo de su vida institucional, ha tenido varios presidentes destacados en el club, entre ellos se encuentran Raúl Vaca Bastidas, quien es el presidente que más ocasiones ha ocupado el cargo con 13 años no consecutivos, Rodrigo Paz, quien también fue alcalde de Quito, Carlos Arroyo, Darío Ávila, entre otros.
El actual presidente del club es Isaac Álvarez que consiguió la presidencia al ganar las elecciones celebradas el 26 de noviembre de 2022.

### Presidentes campeones
| N.° | Presidente        | Período                      | Títulos |
| --- | ----------------- | ---------------------------- | --- |
| 1   | Telmo Ponce       | 1969-1971.                   | Serie A 1969 |
| 2   | Raúl Vaca         | 1973, 1974-1976 y 1990-1992. | Segunda Categoría de Pichincha 1973 Serie B 1974-I Serie A 1974 Serie A 1975 Serie A 1990                                 |
| 3   | Darío Ávila       | 1995-2004.                   | Serie A 1998 Serie A 1999 Serie B 2001 Serie A 2003                                                                       |
| 4   | Alfonso Rodríguez | 2005-2006.                   | Serie A 2005-A |
| 5   | Carlos Arroyo     | 2007-2016.                   | Serie A 2007 Copa Libertadores 2008 Recopa Sudamericana 2009 Copa Sudamericana 2009 Recopa Sudamericana 2010 Serie A 2010 |
| 6   | Guillermo Romero  | 2016-2022.                   | Serie A 2018 Copa Ecuador 2018-19 Supercopa de Ecuador 2020 Supercopa de Ecuador 2021                                     |
| 7   | Isaac Álvarez     | 2023-actual.                 | Copa Sudamericana 2023 Serie A 2023 Serie A 2024 Supercopa de Ecuador 2025                                                |

## Símbolos

### Himno
El primer himno de Liga Deportiva Universitaria fue compuesto por el guayaquileño José Belisario Neira en el año 1932 cuando este tenía 14 años de edad. Este himno se escuchaba en los partidos de Liga Deportiva Universitaria cuando jugaba de local en el Estadio Olímpico Atahualpa, hecho que sucedió hasta el año 1997.
El actual himno de Liga Deportiva Universitaria fue creado en 1997, coincidiendo con la inauguración del Estadio de Liga Deportiva Universitaria. Sus creadores fueron los propios hinchas albos, que recibieron la autorización y apoyo de los directivos, en especial bajo la autorización del presidente honorario del club Rodrigo Paz Delgado y presidente del club en ese entonces Darío Ávila Rivas. El himno sonó por primera vez en el encuentro de inauguración del Estadio de Liga Deportiva Universitaria, partido disputado contra el conjunto brasileño Atlético Mineiro, el 6 de marzo de 1997.
La actual canción oficial de Liga Deportiva Universitaria se titula Casta de Campeón, la cual fue creada y estrenada en 1998 con motivo de que Liga Deportiva Universitaria se proclamó campeón nacional de ese año. El intérprete y autor de la letra y música de esta canción es el cantante, compositor y músico Riccardo Perotti.

### Historia y evolución del escudo
|                         |
| Primer escudo del club. |

|                          |
| Segundo escudo del club. |

|                         |
| Actual escudo del club. |

El primer escudo de Liga Deportiva Universitaria fue el mismo que venía utilizando el equipo cuando se lo conocía como Club Universitario. Este escudo era un triángulo invertido de color azul y rojo con las letras UC de color blanco en su interior, los cuales representaban los colores y las iniciales de la Universidad Central del Ecuador.
El segundo escudo del club fue creado en 1940, este constaba de una gran letra U de color rojo la cual fue utilizada como insignia del equipo hasta 1996, siendo este escudo el más longevo de la institución.
En 1997, con la creación de su propio estadio, el club decide renovar su escudo por el que utiliza en la actualidad. Este escudo vuelve a su diseño original con el triángulo invertido de color azul y rojo, pero para esta ocasión dentro del triángulo solamente se encuentra la letra U, en alusión al anterior escudo. Entre 1982 y 2003, sobre el escudo se llevaban estrellas rojas o azules en alusión a los títulos nacionales obtenidos en ese lapso de tiempo, llegando a un máximo de 6 por los títulos de 1969, 1974, 1975, 1990, 1998 y 1999. Desde 2008, el escudo lleva estrellas doradas sobre el triángulo invertido, las cuales se han incrementado conforme a los títulos internacionales que ha conseguido el club. En la actualidad posee 5 y representan a la Copa Libertadores 2008, Copa Sudamericana 2009, Recopa Sudamericana 2009, Recopa Sudamericana 2010 y Copa Sudamericana 2023.

## Uniforme
El Club Universitario, antecedente del equipo azucena, tuvo dos uniformes; el primero fue una camiseta blanca con una franja diagonal roja desde el hombro derecho hasta la parte inferior izquierda, pantalón azul y medias blancas; el segundo creado en 1919 fue una camiseta azul con el escudo representando a la Universidad Central del Ecuador, un triángulo invertido de fondo azul y rojo con las letras UC en blanco. Estos dos uniformes fueron utilizados de manera alternada hasta la creación oficial de Liga Deportiva Universitaria en 1930.
Desde su re-fundación, el conjunto albo se ha caracterizado por utilizar el color blanco en su uniforme. El uniforme fue idealizado en 1930 por Bolívar León, uno de los fundadores del club. El primer uniforme tenía camiseta blanca con el escudo del club en el centro del pecho, pantalón blanco y medias azules. Los colores azul y rojo, son considerados los colores secundarios del club, estos han aparecido en los uniformes del equipo en pequeñas proporciones. En los últimos años, el color rojo ha prevalecido por encima del color azul.
| Primero | (Ver evolución) | Actual |

## Estadio
A lo largo de su historia Liga Deportiva Universitaria ha jugado como local en el desaparecido Estadio El Ejido, en el Estadio Universitario y en el Estadio Olímpico Atahualpa, en este último actuó de local hasta el año 1996. Desde el año 1997 el equipo juega de local en su propio estadio.

### Estadio Rodrigo Paz Delgado (1997-Actualidad)
El Estadio de Liga Deportiva Universitaria, más conocido como Estadio Casa Blanca y actualmente denominado Estadio Rodrigo Paz Delgado, es el segundo estadio más grande de Ecuador con una capacidad de 41 575 personas reglamentariamente. Se encuentra ubicado en el sector de Ponceano de la ciudad de Quito, en la Av. John F. Kennedy y Gustavo Lemos. El principal impulsor para la realización del estadio fue Rodrigo Paz, expresidente del club, y el diseño del predio estuvo a cargo del arquitecto Ricardo Mórtola. La comisión Pro Construcción del Estadio de LIGA, en la que figuras notables hicieron importantes aportes, fue la encargada de la construcción del escenario deportivo, además, el saldo fue financiado por el Banco Pichincha, Produbanco, Banco Guayaquil y Proinco. La construcción del estadio inició el 1 de marzo de 1995, terminó el 1 de marzo de 1997 y tuvo un costo de 16 millones de dólares.
El estadio fue inaugurado el 6 de marzo de 1997 con un partido amistoso entre Liga Deportiva Universitaria y el Club Atlético Mineiro de Brasil. Liga venció 3 a 1 al conjunto brasileño. El brasileño Manuel Ferreira, jugador de Liga Deportiva Universitaria, fue el autor a los 31' del primer gol en ese escenario deportivo. Los otros goles de Liga Deportiva Universitaria los marcaron Guevara a los 72′ y Hurtado a los 89′, mientras que por Atlético Mineiro anotó Nino a los 52′.
El club ha conseguido cinco títulos internacionales en su historia, siendo la Recopa Sudamericana 2009 la única vuelta olímpica internacional en su estadio, debido a que los otros 4 títulos fueron conseguidos jugando de visitante. Liga Deportiva Universitaria en este estadio también ha conseguido dar la vuelta olímpica por Campeonato Ecuatoriano de Fútbol, siendo estas en las ediciones de 1998, 1999, 2003, Apertura 2005, 2007, 2018 y 2023 e incluso ha conseguido dar la vuelta olímpica por Campeonato Ecuatoriano Serie B, siendo esta en la edición de 2001 tras el descenso a la Serie B el 5 de noviembre del 2000.
El 12 de junio de 2017 el estadio cambió su nombre a Estadio Rodrigo Paz Delgado en homenaje al presidente honorario del club.
Como estadios alternativos para los partidos de local se utilizan el Estadio Olímpico de Ibarra ubicado en la ciudad de Ibarra, el Estadio La Cocha ubicado en la ciudad de Latacunga o el Estadio Bellavista ubicado en la ciudad de Ambato.

## Instalaciones

### Country Club - CAR
En los años 70, Rodrigo Paz, Guillermo Vilac y Edwin Ripalda, expresidente del club, comenzaron el proyecto de la construcción de un centro de entrenamiento y entretenimiento en el sector de La Pampa. Actualmente el Country Club posee 20 canchas de tenis, 5 canchas de ecuavóley, 4 piscinas, baños turcos y saunas para el uso de los socios del club. Además, a nivel deportivo, el equipo profesional dispone de un Centro de Alto Rendimiento, con canchas reglamentarias exclusivas para sus prácticas, gimnasio, centros de fisioterapia, cuartos de recuperación muscular, mientras los chicos de las divisiones formativas disponen de un estadio reglamentario llamado El Cascarón, con capacidad para 4500 espectadores.

## Área social

### Hinchada
En el año 2008, estudiantes de la Escuela Politécnica del Ejército realizaron encuestas con una muestra de 11 000 personas en 27 ciudades del país, las cuales reflejaron resultados donde el club cuenta con un 13,50 % de aceptación a nivel nacional. En el 2010, el club alcanzó un puntaje del 23 % de simpatizantes de acuerdo al estudio realizado por la encuestadora BRANDIM en dicho año, por otro lado, los resultados de la encuesta realizada también en el 2010 por la empresa EUFRAL reflejaron que Liga Deportiva Universitaria posee un 15,17 % de aceptación a nivel nacional.
Según los datos de venta de boletos al público, entregados por los clubes a la Federación Ecuatoriana de Fútbol, Liga Deportiva Universitaria es uno de los equipos más taquilleros del Ecuador, siendo incluso el más taquilleros en los años 2002, 2003, 2005, 2007, 2008 y 2015.
La barra brava más representativa del club es la Muerte Blanca, que se ubica en la parte baja de la General Sur del Estadio Rodrigo Paz Delgado, mientras que la barra más antigua es Los Dinosaurios.

### Educación
El 22 de abril de 1996, Rodrigo Paz y Darío Ávila, quien ese entonces se desempeñaba como presidente del club, emprendieron el proyecto de crear una unidad educativa perteneciente a la institución. De esta forma, con el aporte del Ministerio de Finanzas, el Ministerio de Educación y Cultura, la Alcaldía Metropolitana de Quito y la Prefectura de Pichincha, el Colegio de Liga se inauguró el 17 de octubre de 1997, en la parroquia de Pomasqui, en un área de 5600 metros cuadrados de construcción y 33 000 metros cuadrados de jardines y áreas verdes. En esta unidad educativa es donde estudian algunos de los jugadores de las divisiones inferiores del club, de los cuales muchos vienen de diferentes provincias del país y a menudo viven en dormitorios ubicados en las mismas instalaciones.

## Rivalidades

### Superclásico de Quito

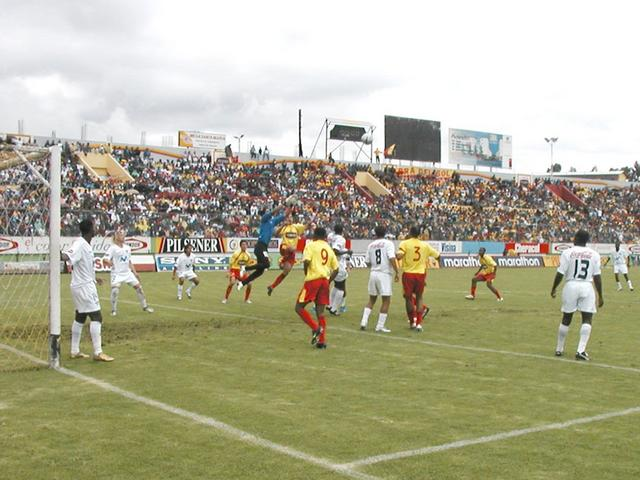
Superclásico de Quito en 2005.

Es el partido de fútbol en el que se enfrentan Liga Deportiva Universitaria y Sociedad Deportiva Aucas. Este encuentro es el más importante y tradicional de la ciudad de Quito.
Liga Deportiva Universitaria y Aucas se enfrentaron por primera vez el 18 de febrero de 1945 en el desaparecido Estadio El Ejido. Este primer encuentro terminó empatado 2-2. Durante sus primeros años ya era un partido que generaba pasiones en la ciudad quiteña, pero no fue hasta el 6 de mayo de 1951 que se lo catalogó por primera ocasión como clásico y hasta el 13 de noviembre de 1952 como superclásico.

### Clásico Universitario Ecuatoriano
Es el partido de fútbol en el que se enfrentan Liga Deportiva Universitaria representante de la Universidad Central del Ecuador (UCE) y Club Deportivo de la Universidad Católica representante de la Pontificia Universidad Católica del Ecuador (PUCE). Este segundo encuentro es el más importante y tradicional de la ciudad de Quito.
Liga Deportiva Universitaria y Universidad Católica se enfrentaron por primera vez el 28 de agosto de 1966 en el Estadio Olímpico Atahualpa. Este primer encuentro terminó ganando 3-1. Durante sus primeros años ya era un segundo partido que generaba pasiones en la ciudad quiteña, pero no fue hasta 1969 que se lo catalogó como clásico universitario. "El llamado 'Clásico Universitario' entre Liga Deportiva Universitaria de Quito y Universidad Católica ha sido ampliamente reconocido como un encuentro destacado en el fútbol ecuatoriano. Sin embargo, es importante destacar que el término 'Clásico' puede llevar a malentendidos en cuanto a su significado histórico y trascendencia. Originalmente, estas dos instituciones representaban a las universidades más prominentes de la ciudad de Quito, lo que les otorgaba un contexto especial. No obstante, a medida que el fútbol evoluciona, es necesario reconocer que el enfrentamiento entre ambos equipos es simplemente un partido más en el marco del torneo ecuatoriano de fútbol. Aunque conserva cierta rivalidad y expectativa, resulta fundamental no exagerar su importancia histórica más allá de su relevancia en el contexto actual del fútbol nacional."

### Rivalidad con El Nacional
Otra de las rivalidades que tiene Liga Deportiva Universitaria es con El Nacional. El primer partido fue en 1964 el cual terminó con una victoria de El Nacional por 1-0. Liga y El Nacional disputaron las finales de 1974 y 1999 por campeonato nacional, así como la final de la Supercopa Ecuador 2025 (campeonato que enfrenta los campeones nacionales de Ecuador, siendo El Nacional campeón de la Copa Ecuador 2024, y Liga Deportiva Universitaria campeón de la LigaPro 2024), resultando Liga Deportiva Universitaria campeón en todas las ocasiones. La rivalidad se debe en gran medida a que ambos conjuntos son los más populares de la capital y los más exitosos.

### Rivalidad con Emelec
Liga Deportiva Universitaria ha jugado más finales de fútbol con el Club Sport Emelec que contra ningún otro equipo ecuatoriano. En su primera final, que se jugó en 1998, el equipo albo logró un triunfo global de 7 a 1; doce años más tarde, en 2010, el equipo merengue ganó nuevamente una final contra Emelec con un marcador global de 2 a 1; la tercera final fue en 2015, en la que Emelec derrotó a Liga con un resultado global de 3 a 1 y con ello fue el primer equipo rival en ganar una final en Casa Blanca; en la última final, disputada en el 2018, Liga ganó nuevamente el campeonato con un marcador global de 2 a 1.
Esta rivalidad va más allá de lo futbolístico, pues los conflictos entre los dirigentes deportivos de ambos equipos son constantes.

### Rivalidad con Barcelona
A inicios del siglo XXI se formó una rivalidad con Barcelona, luego del clásico del astillero, este enfrentamiento ha sido uno de los más taquilleros. El cuadro de LDU mantuvo un invicto de local en los 90 minutos en su estadio Rodrigo Paz Delgado ante Barcelona desde 1997 hasta 2023. Ambos equipos se han enfrentado en dos finales del Campeonato Ecuatoriano, la primera fue en el Apertura 2005, la cual ganó Liga en Quito, y la segunda fue en la Serie A 2020 ganada por Barcelona en penales en el estadio de Liga, además se registra una final en la Supercopa Ecuador 2021 ganada por Liga en Quito. Barcelona ha festejado 2 títulos en el estadio Rodrigo Paz Delgado, uno de carácter amistoso, aunque en ninguna de las 2 oportunidades ganó en los 90 minutos del partido final, mientras que Liga no ha festejado algún título en el estadio Monumental de Barcelona, por la razón de que todas las finales de revancha y definiciones de campeonato entre ambos equipos siempre fueron en Quito. Los inicios de esta rivalidad se remontan al año 2000 cuando ambos equipos querían evitar el descenso y Barcelona mantuvo la categoría con gol al último minuto en su partido jugado en Ambato contra Macará, simultáneamente Liga empató de local con Olmedo con lo cual descendió a la Serie B 2001.

### Rivalidad con Fluminense
Desde 2008 se ha consolidado una fuerte rivalidad con el Fluminense Football Club, tras enfrentarse en la fase de grupo de la Copa Libertadores 2008 ambos equipos se reencontraron en la final, con LDU resultando como el equipo vencedor, después de una definición por penales. Ambos equipos se reencontrarían en la final de la Copa Sudamericana 2009, donde el equipo ecuatoriano repetiría su victoria por encima del equipo de Río de Janeiro. Desde entonces se asentó una tensa relación entre las hinchadas de ambos equipos. En 2024, se completaría el tridente de enfrentamientos de disputa por las copas más importantes del fútbol sudamericano, cuando se tuvieron que enfrentar en la Recopa Sudamericana 2024, en la que Fluminense Football Club al fin pudo imponerse en una final ante LDU.

## Datos del club
- Puesto histórico: 3.°[42]
- Temporadas en Serie A: 64 (1960-1972, 1974-II-1978-I, 1979-2000, 2002-presente).[43]
- Temporadas en Serie B: 3 (1974-I, 1978-II, 2001).[44]
- Temporadas en Segunda Categoría de Pichincha: 1 (1973).
- Mejor puesto en la liga: 1.° (13 veces).
- Peor puesto en la liga: 9.° (1978-I, 1982, 1985 y 2000).
- Mayor goleada a favor en torneos nacionales:
  - 11 - 0 contra América de Ambato (26 de octubre de 1969).[45]
- Mayor goleada a favor en torneos internacionales:
  - 7 - 0 contra River Plate de Uruguay (19 de noviembre de 2009) (Copa Sudamericana 2009).[46]
- Mayor goleada en contra en torneos nacionales:
  - 7 - 1 contra Filanbanco (22 de noviembre de 1987).[47]
- Mayor goleada en contra en torneos internacionales:
  - 6 - 0 contra Corinthians de Brasil (3 de marzo de 2000) (Copa Libertadores 2000).[48]
- Máximo goleador histórico: Polo Carrera (92 goles anotados en partidos oficiales).[49]
- Máximo goleador en torneos nacionales: José Moreno (85 goles).[50]
- Máximo goleador en torneos internacionales: Hernán Barcos (20 goles).
- Primer partido en torneos nacionales:
  - Liga Deportiva Universitaria 0 - 1 Patria (16 de octubre de 1960 en el Estadio El Ejido).[51]
- Primer partido en torneos internacionales:
  - Liga Deportiva Universitaria 2 - 0 Universitario (15 de febrero de 1970 en el Estadio Olímpico Atahualpa) (Copa Libertadores 1970).[52]
- Mejor puesto mundial en Ranking IFFHS: 11.° (2011).[53]

### Participaciones internacionales
| Competición                           | Edición |
| ------------------------------------- | --- |
| Conmebol Libertadores (22)            | 1970, 1975, 1976, 1978, 1982, 1991, 1999, 2000, 2004, 2005, 2006, 2007, 2008, 2009, 2011, 2013, 2016, 2019, 2020, 2021, 2024, 2025. |
| Conmebol Sudamericana (15)            | 2003, 2004, 2005, 2006, 2008, 2009, 2010, 2011, 2015, 2017, 2018, 2021, 2022, 2023, 2024.                                           |
| Conmebol Recopa (3)                   | 2009, 2010, 2024. |
| Copa Conmebol (1)                     | 1998. |
| Copa Mundial de Clubes de la FIFA (1) | 2008. |
| Copa Suruga Bank (1)                  | 2010. |

Nota: En negrita competiciones vigentes en la actualidad.
| Conmebol Libertadores             | Conmebol Libertadores | Conmebol Libertadores | Conmebol Libertadores | Conmebol Libertadores | Conmebol Libertadores | Conmebol Libertadores | Conmebol Libertadores | Conmebol Libertadores                                                       |
| Edición                           | Ronda                 | PJ                    | PG                    | PE                    | PP                    | GF                    | GC                    | Goleador                                                                    |
| --------------------------------- | --------------------- | --------------------- | --------------------- | --------------------- | --------------------- | --------------------- | --------------------- | --------------------------------------------------------------------------- |
| Copa de Campeones de América 1960 | Ecuador no participó  | Ecuador no participó  | Ecuador no participó  | Ecuador no participó  | Ecuador no participó  | Ecuador no participó  | Ecuador no participó  | Ecuador no participó                                                        |
| Copa de Campeones de América 1961 | No se clasificó       | No se clasificó       | No se clasificó       | No se clasificó       | No se clasificó       | No se clasificó       | No se clasificó       | No se clasificó                                                             |
| Copa de Campeones de América 1962 | No se clasificó       | No se clasificó       | No se clasificó       | No se clasificó       | No se clasificó       | No se clasificó       | No se clasificó       | No se clasificó                                                             |
| Copa de Campeones de América 1963 | No se clasificó       | No se clasificó       | No se clasificó       | No se clasificó       | No se clasificó       | No se clasificó       | No se clasificó       | No se clasificó                                                             |
| Copa de Campeones de América 1964 | No se clasificó       | No se clasificó       | No se clasificó       | No se clasificó       | No se clasificó       | No se clasificó       | No se clasificó       | No se clasificó                                                             |
| Copa Libertadores 1965            | No se clasificó       | No se clasificó       | No se clasificó       | No se clasificó       | No se clasificó       | No se clasificó       | No se clasificó       | No se clasificó                                                             |
| Copa Libertadores 1966            | No se clasificó       | No se clasificó       | No se clasificó       | No se clasificó       | No se clasificó       | No se clasificó       | No se clasificó       | No se clasificó                                                             |
| Copa Libertadores 1967            | No se clasificó       | No se clasificó       | No se clasificó       | No se clasificó       | No se clasificó       | No se clasificó       | No se clasificó       | No se clasificó                                                             |
| Copa Libertadores 1968            | No se clasificó       | No se clasificó       | No se clasificó       | No se clasificó       | No se clasificó       | No se clasificó       | No se clasificó       | No se clasificó                                                             |
| Copa Libertadores 1969            | No se clasificó       | No se clasificó       | No se clasificó       | No se clasificó       | No se clasificó       | No se clasificó       | No se clasificó       | No se clasificó                                                             |
| Copa Libertadores 1970            | Cuartos de final      | 10                    | 4                     | 2                     | 4                     | 14                    | 12                    | Francisco Bertocchi: 9                                                      |
| Copa Libertadores 1971            | No se clasificó       | No se clasificó       | No se clasificó       | No se clasificó       | No se clasificó       | No se clasificó       | No se clasificó       | No se clasificó                                                             |
| Copa Libertadores 1972            | No se clasificó       | No se clasificó       | No se clasificó       | No se clasificó       | No se clasificó       | No se clasificó       | No se clasificó       | No se clasificó                                                             |
| Copa Libertadores 1973            | No se clasificó       | No se clasificó       | No se clasificó       | No se clasificó       | No se clasificó       | No se clasificó       | No se clasificó       | No se clasificó                                                             |
| Copa Libertadores 1974            | No se clasificó       | No se clasificó       | No se clasificó       | No se clasificó       | No se clasificó       | No se clasificó       | No se clasificó       | No se clasificó                                                             |
| Copa Libertadores 1975            | Semifinal             | 10                    | 4                     | 4                     | 2                     | 17                    | 13                    | Juan José Pérez: 5 Polo Carrera: 5                                          |
| Copa Libertadores 1976            | Semifinal             | 11                    | 5                     | 2                     | 4                     | 16                    | 16                    | Juan José Pérez: 5                                                          |
| Copa Libertadores 1977            | No se clasificó       | No se clasificó       | No se clasificó       | No se clasificó       | No se clasificó       | No se clasificó       | No se clasificó       | No se clasificó                                                             |
| Copa Libertadores 1978            | Fase de grupos        | 6                     | 2                     | 1                     | 3                     | 4                     | 10                    | Polo Carrera: 2                                                             |
| Copa Libertadores 1979            | No se clasificó       | No se clasificó       | No se clasificó       | No se clasificó       | No se clasificó       | No se clasificó       | No se clasificó       | No se clasificó                                                             |
| Copa Libertadores 1980            | No se clasificó       | No se clasificó       | No se clasificó       | No se clasificó       | No se clasificó       | No se clasificó       | No se clasificó       | No se clasificó                                                             |
| Copa Libertadores 1981            | No se clasificó       | No se clasificó       | No se clasificó       | No se clasificó       | No se clasificó       | No se clasificó       | No se clasificó       | No se clasificó                                                             |
| Copa Libertadores 1982            | Fase de grupos        | 6                     | 1                     | 2                     | 3                     | 8                     | 12                    | Ricardo Armendáriz: 3                                                       |
| Copa Libertadores 1983            | No se clasificó       | No se clasificó       | No se clasificó       | No se clasificó       | No se clasificó       | No se clasificó       | No se clasificó       | No se clasificó                                                             |
| Copa Libertadores 1984            | No se clasificó       | No se clasificó       | No se clasificó       | No se clasificó       | No se clasificó       | No se clasificó       | No se clasificó       | No se clasificó                                                             |
| Copa Libertadores 1985            | No se clasificó       | No se clasificó       | No se clasificó       | No se clasificó       | No se clasificó       | No se clasificó       | No se clasificó       | No se clasificó                                                             |
| Copa Libertadores 1986            | No se clasificó       | No se clasificó       | No se clasificó       | No se clasificó       | No se clasificó       | No se clasificó       | No se clasificó       | No se clasificó                                                             |
| Copa Libertadores 1987            | No se clasificó       | No se clasificó       | No se clasificó       | No se clasificó       | No se clasificó       | No se clasificó       | No se clasificó       | No se clasificó                                                             |
| Copa Libertadores 1988            | No se clasificó       | No se clasificó       | No se clasificó       | No se clasificó       | No se clasificó       | No se clasificó       | No se clasificó       | No se clasificó                                                             |
| Copa Libertadores 1989            | No se clasificó       | No se clasificó       | No se clasificó       | No se clasificó       | No se clasificó       | No se clasificó       | No se clasificó       | No se clasificó                                                             |
| Copa Libertadores 1990            | No se clasificó       | No se clasificó       | No se clasificó       | No se clasificó       | No se clasificó       | No se clasificó       | No se clasificó       | No se clasificó                                                             |
| Copa Libertadores 1991            | Octavos de final      | 8                     | 2                     | 3                     | 3                     | 7                     | 10                    | Pietro Marsetti: 3 Carlos Berrueta: 3                                       |
| Copa Libertadores 1992            | No se clasificó       | No se clasificó       | No se clasificó       | No se clasificó       | No se clasificó       | No se clasificó       | No se clasificó       | No se clasificó                                                             |
| Copa Libertadores 1993            | No se clasificó       | No se clasificó       | No se clasificó       | No se clasificó       | No se clasificó       | No se clasificó       | No se clasificó       | No se clasificó                                                             |
| Copa Libertadores 1994            | No se clasificó       | No se clasificó       | No se clasificó       | No se clasificó       | No se clasificó       | No se clasificó       | No se clasificó       | No se clasificó                                                             |
| Copa Libertadores 1995            | No se clasificó       | No se clasificó       | No se clasificó       | No se clasificó       | No se clasificó       | No se clasificó       | No se clasificó       | No se clasificó                                                             |
| Copa Libertadores 1996            | No se clasificó       | No se clasificó       | No se clasificó       | No se clasificó       | No se clasificó       | No se clasificó       | No se clasificó       | No se clasificó                                                             |
| Copa Libertadores 1997            | No se clasificó       | No se clasificó       | No se clasificó       | No se clasificó       | No se clasificó       | No se clasificó       | No se clasificó       | No se clasificó                                                             |
| Copa Libertadores 1998            | No se clasificó       | No se clasificó       | No se clasificó       | No se clasificó       | No se clasificó       | No se clasificó       | No se clasificó       | No se clasificó                                                             |
| Copa Libertadores 1999            | Octavos de final      | 8                     | 4                     | 1                     | 3                     | 11                    | 9                     | Ricardo Pérez: 5                                                            |
| Copa Libertadores 2000            | Fase de grupos        | 6                     | 0                     | 2                     | 4                     | 3                     | 13                    | Giovanni Córdoba: 2                                                         |
| Copa Libertadores 2001            | No se clasificó       | No se clasificó       | No se clasificó       | No se clasificó       | No se clasificó       | No se clasificó       | No se clasificó       | No se clasificó                                                             |
| Copa Libertadores 2002            | No se clasificó       | No se clasificó       | No se clasificó       | No se clasificó       | No se clasificó       | No se clasificó       | No se clasificó       | No se clasificó                                                             |
| Copa Libertadores 2003            | No se clasificó       | No se clasificó       | No se clasificó       | No se clasificó       | No se clasificó       | No se clasificó       | No se clasificó       | No se clasificó                                                             |
| Copa Libertadores 2004            | Octavos de final      | 8                     | 5                     | 0                     | 3                     | 17                    | 7                     | Elkin Murillo: 4                                                            |
| Copa Libertadores 2005            | Octavos de final      | 10                    | 4                     | 2                     | 4                     | 15                    | 19                    | Édison Méndez: 3 Patricio Urrutia: 3 Roberto Palacios: 3                    |
| Copa Libertadores 2006            | Cuartos de final      | 10                    | 6                     | 1                     | 3                     | 23                    | 12                    | Agustín Delgado: 5 Patricio Urrutia: 5                                      |
| Copa Libertadores 2007            | Fase de grupos        | 8                     | 3                     | 3                     | 2                     | 11                    | 9                     | Joffre Guerrón: 3                                                           |
| Copa Libertadores 2008            | Campeón               | 14                    | 5                     | 5                     | 4                     | 21                    | 15                    | Luis Bolaños: 5                                                             |
| Copa Libertadores 2009            | Fase de grupos        | 6                     | 1                     | 1                     | 4                     | 6                     | 13                    | Walter Calderón: 2                                                          |
| Copa Libertadores 2010            | No se clasificó       | No se clasificó       | No se clasificó       | No se clasificó       | No se clasificó       | No se clasificó       | No se clasificó       | No se clasificó                                                             |
| Copa Libertadores 2011            | Octavos de final      | 8                     | 3                     | 1                     | 4                     | 12                    | 9                     | Hernán Barcos:2 Walter Calderón: 2                                          |
| Copa Libertadores 2012            | No se clasificó       | No se clasificó       | No se clasificó       | No se clasificó       | No se clasificó       | No se clasificó       | No se clasificó       | No se clasificó                                                             |
| Copa Libertadores 2013            | Primera fase          | 2                     | 1                     | 0                     | 1                     | 1                     | 1                     | Carlos Feraud: 1                                                            |
| Copa Libertadores 2014            | No se clasificó       | No se clasificó       | No se clasificó       | No se clasificó       | No se clasificó       | No se clasificó       | No se clasificó       | No se clasificó                                                             |
| Copa Libertadores 2015            | No se clasificó       | No se clasificó       | No se clasificó       | No se clasificó       | No se clasificó       | No se clasificó       | No se clasificó       | No se clasificó                                                             |
| Copa Libertadores 2016            | Fase de grupos        | 6                     | 1                     | 1                     | 4                     | 7                     | 12                    | Diego Morales: 2 José Cevallos Enríquez: 2                                  |
| Conmebol Libertadores 2017        | No se clasificó       | No se clasificó       | No se clasificó       | No se clasificó       | No se clasificó       | No se clasificó       | No se clasificó       | No se clasificó                                                             |
| Conmebol Libertadores 2018        | No se clasificó       | No se clasificó       | No se clasificó       | No se clasificó       | No se clasificó       | No se clasificó       | No se clasificó       | No se clasificó                                                             |
| Conmebol Libertadores 2019        | Cuartos de final      | 10                    | 4                     | 3                     | 3                     | 16                    | 13                    | Anderson Julio: 3                                                           |
| Conmebol Libertadores 2020        | Octavos de final      | 8                     | 5                     | 0                     | 3                     | 14                    | 10                    | Cristian Martínez Borja: 2 Matías Zunino: 2 Jhojan Julio: 2 Adolfo Muñoz: 2 |
| Conmebol Libertadores 2021        | Fase de grupos        | 6                     | 2                     | 2                     | 2                     | 15                    | 13                    | Billy Arce: 4                                                               |
| Conmebol Libertadores 2022        | No se clasificó       | No se clasificó       | No se clasificó       | No se clasificó       | No se clasificó       | No se clasificó       | No se clasificó       | No se clasificó                                                             |
| Conmebol Libertadores 2023        | No se clasificó       | No se clasificó       | No se clasificó       | No se clasificó       | No se clasificó       | No se clasificó       | No se clasificó       | No se clasificó                                                             |
| Conmebol Libertadores 2024        | Fase de grupos        | 6                     | 2                     | 1                     | 3                     | 6                     | 6                     | Lisandro Alzugaray: 2 Álex Arce: 2                                          |
| Total                             |                       | 167                   | 64                    | 37                    | 66                    | 244                   | 234                   | Patricio Urrutia: 16                                                        |

| Conmebol Sudamericana      | Conmebol Sudamericana | Conmebol Sudamericana | Conmebol Sudamericana | Conmebol Sudamericana | Conmebol Sudamericana | Conmebol Sudamericana | Conmebol Sudamericana | Conmebol Sudamericana                                                       |
| Edición                    | Ronda                 | PJ                    | PG                    | PE                    | PP                    | GF                    | GC                    | Goleador                                                                    |
| -------------------------- | --------------------- | --------------------- | --------------------- | --------------------- | --------------------- | --------------------- | --------------------- | --------------------------------------------------------------------------- |
| Copa Sudamericana 2002     | No se clasificó       | No se clasificó       | No se clasificó       | No se clasificó       | No se clasificó       | No se clasificó       | No se clasificó       | No se clasificó                                                             |
| Copa Sudamericana 2003     | Octavos de final      | 4                     | 1                     | 1                     | 2                     | 4                     | 4                     | Paúl Ambrosi: 1 Giovanny Espinoza: 1 Carlos Tenorio: 1 Virgilio Ferreira: 1 |
| Copa Sudamericana 2004     | Semifinal             | 8                     | 4                     | 3                     | 1                     | 15                    | 9                     | Álex Aguinaga: 4                                                            |
| Copa Sudamericana 2005     | Primera fase          | 4                     | 1                     | 0                     | 3                     | 6                     | 10                    | Néicer Reasco: 2                                                            |
| Copa Sudamericana 2006     | Fase preliminar       | 2                     | 0                     | 1                     | 1                     | 3                     | 4                     | Moisés Candelario: 2                                                        |
| Copa Sudamericana 2007     | No se clasificó       | No se clasificó       | No se clasificó       | No se clasificó       | No se clasificó       | No se clasificó       | No se clasificó       | No se clasificó                                                             |
| Copa Sudamericana 2008     | Octavos de final      | 4                     | 1                     | 1                     | 2                     | 6                     | 9                     | Reinaldo Navia: 2                                                           |
| Copa Sudamericana 2009     | Campeón               | 10                    | 5                     | 3                     | 2                     | 23                    | 10                    | Claudio Bieler: 8                                                           |
| Copa Sudamericana 2010     | Semifinal             | 6                     | 3                     | 1                     | 2                     | 13                    | 9                     | Hernán Barcos: 3 Juan Manuel Salgueiro: 3                                   |
| Copa Sudamericana 2011     | Subcampeón            | 12                    | 7                     | 1                     | 4                     | 13                    | 8                     | Hernán Barcos: 7                                                            |
| Copa Sudamericana 2012     | No se clasificó       | No se clasificó       | No se clasificó       | No se clasificó       | No se clasificó       | No se clasificó       | No se clasificó       | No se clasificó                                                             |
| Copa Sudamericana 2013     | No se clasificó       | No se clasificó       | No se clasificó       | No se clasificó       | No se clasificó       | No se clasificó       | No se clasificó       | No se clasificó                                                             |
| Copa Sudamericana 2014     | No se clasificó       | No se clasificó       | No se clasificó       | No se clasificó       | No se clasificó       | No se clasificó       | No se clasificó       | No se clasificó                                                             |
| Copa Sudamericana 2015     | Octavos de final      | 6                     | 4                     | 1                     | 1                     | 6                     | 3                     | Diego Morales: 2                                                            |
| Copa Sudamericana 2016     | No se clasificó       | No se clasificó       | No se clasificó       | No se clasificó       | No se clasificó       | No se clasificó       | No se clasificó       | No se clasificó                                                             |
| Conmebol Sudamericana 2017 | Octavos de final      | 6                     | 3                     | 1                     | 2                     | 7                     | 6                     | Hernán Barcos: 3                                                            |
| Conmebol Sudamericana 2018 | Octavos de final      | 6                     | 3                     | 0                     | 3                     | 8                     | 7                     | Juan Luis Anangonó: 3                                                       |
| Conmebol Sudamericana 2019 | No se clasificó       | No se clasificó       | No se clasificó       | No se clasificó       | No se clasificó       | No se clasificó       | No se clasificó       | No se clasificó                                                             |
| Conmebol Sudamericana 2020 | No se clasificó       | No se clasificó       | No se clasificó       | No se clasificó       | No se clasificó       | No se clasificó       | No se clasificó       | No se clasificó                                                             |
| Conmebol Sudamericana 2021 | Cuartos de final      | 4                     | 2                     | 0                     | 2                     | 5                     | 6                     | Jordy Alcívar: 2                                                            |
| Conmebol Sudamericana 2022 | Fase de grupos        | 8                     | 4                     | 3                     | 1                     | 14                    | 10                    | Alexander Alvarado: 4                                                       |
| Conmebol Sudamericana 2023 | Campeón               | 14                    | 7                     | 5                     | 2                     | 23                    | 8                     | Lisandro Alzugaray: 4                                                       |
| Conmebol Sudamericana 2024 | Octavos de final      | 4                     | 1                     | 0                     | 3                     | 6                     | 8                     | Álex Arce: 3                                                                |
| Total                      |                       | 98                    | 46                    | 21                    | 31                    | 152                   | 111                   | Hernán Barcos: 15                                                           |

| Conmebol Recopa          | Conmebol Recopa | Conmebol Recopa | Conmebol Recopa | Conmebol Recopa | Conmebol Recopa | Conmebol Recopa | Conmebol Recopa | Conmebol Recopa                    |
| Edición                  | Ronda           | PJ              | PG              | PE              | PP              | GF              | GC              | Goleador                           |
| ------------------------ | --------------- | --------------- | --------------- | --------------- | --------------- | --------------- | --------------- | ---------------------------------- |
| Recopa Sudamericana 2009 | Campeón         | 2               | 2               | 0               | 0               | 4               | 0               | Claudio Bieler: 2                  |
| Recopa Sudamericana 2010 | Campeón         | 2               | 1               | 1               | 0               | 2               | 1               | Hernán Barcos: 2                   |
| Recopa Sudamericana 2024 | Subcampeón      | 2               | 1               | 0               | 1               | 1               | 2               | Álex Arce: 1                       |
| Total                    |                 | 6               | 4               | 1               | 1               | 7               | 3               | Claudio Bieler: 2 Hernán Barcos: 2 |

| Copa Conmebol      | Copa Conmebol    | Copa Conmebol   | Copa Conmebol   | Copa Conmebol   | Copa Conmebol   | Copa Conmebol   | Copa Conmebol   | Copa Conmebol     |
| Edición            | Ronda            | PJ              | PG              | PE              | PP              | GF              | GC              | Goleador          |
| ------------------ | ---------------- | --------------- | --------------- | --------------- | --------------- | --------------- | --------------- | ----------------- |
| Copa Conmebol 1992 | No se clasificó  | No se clasificó | No se clasificó | No se clasificó | No se clasificó | No se clasificó | No se clasificó | No se clasificó   |
| Copa Conmebol 1993 | No se clasificó  | No se clasificó | No se clasificó | No se clasificó | No se clasificó | No se clasificó | No se clasificó | No se clasificó   |
| Copa Conmebol 1994 | No se clasificó  | No se clasificó | No se clasificó | No se clasificó | No se clasificó | No se clasificó | No se clasificó | No se clasificó   |
| Copa Conmebol 1995 | No se clasificó  | No se clasificó | No se clasificó | No se clasificó | No se clasificó | No se clasificó | No se clasificó | No se clasificó   |
| Copa Conmebol 1996 | No se clasificó  | No se clasificó | No se clasificó | No se clasificó | No se clasificó | No se clasificó | No se clasificó | No se clasificó   |
| Copa Conmebol 1997 | No se clasificó  | No se clasificó | No se clasificó | No se clasificó | No se clasificó | No se clasificó | No se clasificó | No se clasificó   |
| Copa Conmebol 1998 | Cuartos de final | 4               | 2               | 1               | 1               | 8               | 7               | Carlos Morales: 4 |
| Copa Conmebol 1999 | No se clasificó  | No se clasificó | No se clasificó | No se clasificó | No se clasificó | No se clasificó | No se clasificó | No se clasificó   |
| Total              |                  | 4               | 2               | 1               | 1               | 8               | 7               | Carlos Morales: 4 |

| Copa Mundial de Clubes de la FIFA      | Copa Mundial de Clubes de la FIFA | Copa Mundial de Clubes de la FIFA | Copa Mundial de Clubes de la FIFA | Copa Mundial de Clubes de la FIFA | Copa Mundial de Clubes de la FIFA | Copa Mundial de Clubes de la FIFA | Copa Mundial de Clubes de la FIFA | Copa Mundial de Clubes de la FIFA |
| Edición                                | Ronda                             | PJ                                | PG                                | PE                                | PP                                | GF                                | GC                                | Goleador                          |
| -------------------------------------- | --------------------------------- | --------------------------------- | --------------------------------- | --------------------------------- | --------------------------------- | --------------------------------- | --------------------------------- | --------------------------------- |
| Copa Mundial de Clubes de la FIFA 2008 | Subcampeón                        | 2                                 | 1                                 | 0                                 | 1                                 | 2                                 | 1                                 | Claudio Bieler: 1 Luis Bolaños: 1 |
| Total                                  |                                   | 2                                 | 1                                 | 0                                 | 1                                 | 2                                 | 1                                 | Claudio Bieler: 1 Luis Bolaños: 1 |

| Copa Suruga Bank      | Copa Suruga Bank | Copa Suruga Bank | Copa Suruga Bank | Copa Suruga Bank | Copa Suruga Bank | Copa Suruga Bank | Copa Suruga Bank | Copa Suruga Bank                     |
| Edición               | Ronda            | PJ               | PG               | PE               | PP               | GF               | GC               | Goleador                             |
| --------------------- | ---------------- | ---------------- | ---------------- | ---------------- | ---------------- | ---------------- | ---------------- | ------------------------------------ |
| Copa Suruga Bank 2010 | Subcampeón       | 1                | 0                | 1                | 0                | 2                | 2                | Hernán Barcos: 1 Patricio Urrutia: 1 |
| Total                 |                  | 1                | 0                | 1                | 0                | 2                | 2                | Hernán Barcos: 1 Patricio Urrutia: 1 |

### Resumen estadístico
- Última actualización: Copa Sudamericana 2024.

| Competición                        | Part | PJ   | PG   | PE  | PP  | GF   | GC   | DG   | PTS  | Mejor resultado  |
| ---------------------------------- | ---- | ---- | ---- | --- | --- | ---- | ---- | ---- | ---- | ---------------- |
| Torneos nacionales                 |      |      |      |     |     |      |      |      |      |                  |
| Campeonato Ecuatoriano de Fútbol   | 63   | 2243 | 973  | 626 | 644 | 3405 | 2557 | +848 | 3545 | Campeón          |
| Copa Ecuador                       | 3    | 15   | 6    | 6   | 3   | 20   | 8    | +12  | 24   | Campeón          |
| Supercopa de Ecuador               | 2    | 3    | 2    | 1   | 0   | 6    | 3    | +3   | 7    | Campeón          |
| Torneos internacionales            |      |      |      |     |     |      |      |      |      |                  |
| Conmebol Libertadores              | 21   | 167  | 64   | 37  | 66  | 244  | 234  | +10  | 211  | Campeón          |
| Conmebol Sudamericana              | 15   | 98   | 46   | 21  | 31  | 152  | 111  | +41  | 159  | Campeón          |
| Conmebol Recopa                    | 3    | 6    | 4    | 1   | 1   | 7    | 3    | +4   | 13   | Campeón          |
| Copa Conmebol                      | 1    | 4    | 2    | 1   | 1   | 8    | 7    | +1   | 7    | Cuartos de final |
| Copa Mundial de Clubes de la FIFA  | 1    | 2    | 1    | 0   | 1   | 2    | 1    | +1   | 3    | Subcampeón       |
| Copa Suruga Bank                   | 1    | 1    | 0    | 1   | 0   | 2    | 2    | 0    | 1    | Subcampeón       |
| Torneos provinciales               |      |      |      |     |     |      |      |      |      |                  |
| Campeonato Profesional Interandino | 14   | (-)  |      |     |     |      |      |      |      | Campeón          |
| Campeonatos Amateurs de Pichincha  | 31   | (-)  |      |     |     |      |      |      |      | Campeón          |
| Total                              | 155  | 2539 | 1098 | 694 | 747 | 3846 | 2926 | +920 | 3970 | 30 títulos       |

## Organigrama

### Jugadores

#### Altas y bajas segundo semestre 2025
| Altas            |                |                         |          |
| Jugador          | Posición       | Procedencia             | Tipo     |
| Josué Cuero      | Defensa        | Delfín S. C.            | Libre    |
| Jeison Medina    | Delantero      | Independiente del Valle | Traspaso |
| Bajas            |                |                         |          |
| Jugador          | Posición       | Destino                 | Tipo     |
| Maikel Caicedo   | Defensa        | Delfín S. C.            | Préstamo |
| Jesús Polo       | Defensa        | Bandera de ?            | Libre    |
| Óscar Zambrano   | Centrocampista | Hull City A. F. C.      | Traspaso |
| Juan Rodríguez   | Centrocampista | CD Tondela              | Préstamo |
| Madison Julio    | Centrocampista | Vinotinto F. C.         | Préstamo |
| Jairón Charcopa  | Delantero      | Mushuc Runa S. C.       | Préstamo |
| Michael Bermúdez | Delantero      | Orense S. C.            | Préstamo |
| Álex Arce        | Delantero      | Independiente Rivadavia | Traspaso |

### Goleadores

#### Máximos goleadores históricos
| N.° | Jugador                 | Temporadas                             | Goles |
| --- | ----------------------- | -------------------------------------- | ----- |
| 1   | Polo Carrera            | 1960-1965, 1966-1967, 1975-1978 y 1982 | 92    |
| 2   | Hernán Barcos           | 2010-2011 y 2017-2018                  | 91    |
| 3   | José Moreno             | 1981-1987                              | 87    |
| 4   | Claudio Bieler          | 2008-2009 y 2011-2012                  | 71    |
| 5   | Patricio Hurtado        | 1994-2000 y 2002                       | 69    |
| 6   | Patricio Urrutia        | 2003-2009 y 2010-2013                  | 59    |
| 7   | Diego Herrera           | 1985, 1989-1993 y 1995-1996            | 55    |
| 8   | Franklin Salas          | 2000-2006 y 2007-2010                  | 52    |
| 8   | Juan Luis Anangonó      | 2014, 2016-2019, 2022-2023             | 52    |
| 10  | Carlos Berrueta         | 1990-1992 y 1994                       | 50    |
| 11  | Cristian Martínez Borja | 2018-2021                              | 49    |
| 12  | Néicer Reasco           | 1997-2006 y 2008-2016                  | 49    |
| 13  | Alex Arce               | 2024-2025                              | 42    |
| 14  | José Cevallos Enríquez  | 2011-2012 y 2014-2017                  | 40    |

#### Goleadores en Campeonato Ecuatoriano de Fútbol
| N.° | Jugador                 | Temporada | Goles |
| --- | ----------------------- | --------- | ----- |
| 1   | Pio Coutinho            | 1966      | 13    |
| 2   | Francisco Bertocchi     | 1969      | 26    |
| 3   | Paulo César             | 1981      | 25    |
| 4   | Janio Pinto             | 1988      | 19    |
| 5   | Diego Herrera           | 1993      | 18    |
| 6   | Claudio Bieler          | 2009      | 22    |
| 7   | Hernán Barcos           | 2017      | 21    |
| 8   | Cristian Martínez Borja | 2020      | 24    |
| 9   | Álex Arce               | 2024      | 28    |

La Red Editores, ed. (2014). La Historia del Campeonato Ecuatoriano (1899-2013) El Fútbol que más nos gusta. Dinediciones. ISBN 978-9942-8522-0-5.

#### Goleadores en Campeonato Interandino
| N.° | Jugador           | Temporada | Goles |
| --- | ----------------- | --------- | ----- |
| 1   | Felipe Andrade    | 1954      | 8     |
| 2   | Armando Larrea    | 1963      | 7     |
| 3   | Epifanio Brizuela | 1963      | 7     |
| 4   | Nelson Cabezas    | 1963      | 7     |
| 5   | Pio Coutinho      | 1967      | 7     |

Fuente: RSSSF

#### Goleadores en torneos internacionales
| N.° | Jugador             | Torneo                   | Goles |
| --- | ------------------- | ------------------------ | ----- |
| 1   | Francisco Bertocchi | Copa Libertadores 1970   | 9     |
| 2   | Carlos Morales      | Copa Conmebol 1998       | 4     |
| 3   | Agustín Delgado     | Copa Libertadores 2006   | 5     |
| 4   | Patricio Urrutia    | Copa Libertadores 2006   | 5     |
| 5   | Claudio Bieler      | Recopa Sudamericana 2009 | 2     |
| 6   | Claudio Bieler      | Copa Sudamericana 2009   | 8     |
| 7   | Hernán Barcos       | Recopa Sudamericana 2010 | 2     |

### Convocados a selecciones nacionales

#### Copa Mundial de Fútbol
| N.° | Jugador             | Selección | Mundial                  |
| --- | ------------------- | --------- | ------------------------ |
| 1   | Carlos Tenorio      | Ecuador   | Corea del Sur-Japón 2002 |
| 2   | Alfonso Obregón     | Ecuador   | Corea del Sur-Japón 2002 |
| 3   | Paúl Ambrosi        | Ecuador   | Alemania 2006            |
| 4   | Agustín Delgado     | Ecuador   | Alemania 2006            |
| 5   | Édison Méndez       | Ecuador   | Alemania 2006            |
| 6   | Christian Mora      | Ecuador   | Alemania 2006            |
| 7   | Giovanny Espinoza   | Ecuador   | Alemania 2006            |
| 8   | Néicer Reasco       | Ecuador   | Alemania 2006            |
| 9   | Patricio Urrutia    | Ecuador   | Alemania 2006            |
| 10  | Enrique Vera        | Paraguay  | Sudáfrica 2010           |
| 11  | Alexander Domínguez | Ecuador   | Brasil 2014              |
| 11  | Alexander Domínguez | Ecuador   | Catar 2022               |

## Entrenadores
El primer técnico de Liga Deportiva Universitaria fue el ecuatoriano Bolívar León, quien fue también uno de sus fundadores. A partir de allí vinieron varios técnicos del equipo en campeonatos provinciales, donde destacan César Jácome Moscoso, Luis Vásquez y Roberto Eliseo Ortega, todos campeones de Pichincha. Después de varios años, con la creación del Campeonato Ecuatoriano de Fútbol, el equipo llegó a tener su primer título de campeón nacional dirigido por José Gomes Nogueira de nacionalidad brasileña en 1969.
Destaca también Edgardo Bauza que llevó al club a ganar, además del Campeonato Ecuatoriano de Fútbol 2007, el primer título internacional para la institución: la Copa Libertadores 2008. Con la salida de Bauza, llegó Jorge Fossati, quien ya había conseguido con el equipo el Campeonato Ecuatoriano de Fútbol 2003. Fossati ganó con el club dos nuevos títulos internacionales, la Recopa Sudamericana 2009 y la Copa Sudamericana 2009. Al terminar el ciclo de Fossati, regresó Edgardo Bauza que consiguió la Recopa Sudamericana 2010 y el Campeonato Ecuatoriano de Fútbol 2010. En la actualidad el club cuenta con el argentino Luis Zubeldía como entrenador, quien consiguió la Copa Sudamericana 2023.

### Entrenadores campeones
| N.° | Entrenador          | Período               | Títulos                                                                                |
| --- | ------------------- | --------------------- | -------------------------------------------------------------------------------------- |
| 1   | José Gomes          | 1969                  | Serie A 1969                                                                           |
| 2   | Leonel Montoya      | 1973-1976             | Segunda Categoría de Pichincha 1973 (invicto) Serie B 1974-I Serie A 1974 Serie A 1975 |
| 3   | Polo Carrera        | 1990                  | Serie A 1990                                                                           |
| 4   | Paulo Massa         | 1998-1999             | Serie A 1998                                                                           |
| 5   | Manuel Pellegrini   | 1999-2000             | Serie A 1999                                                                           |
| 6   | Julio Daniel Asad   | 2001-2002             | Serie B 2001                                                                           |
| 7   | Jorge Fossati       | 2003-2004 y 2009      | Serie A 2003 Recopa Sudamericana 2009 Copa Sudamericana 2009                           |
| 8   | Juan Carlos Oblitas | 2004-2006             | Serie A 2005-A                                                                         |
| 9   | Edgardo Bauza       | 2006-2008 y 2010-2013 | Serie A 2007 Copa Libertadores 2008 Recopa Sudamericana 2010 Serie A 2010              |
| 10  | Pablo Repetto       | 2017-2021             | Serie A 2018 Copa Ecuador 2018-19 Supercopa de Ecuador 2020                            |
| 11  | Gabriel Di Noia     | 2021                  | Supercopa de Ecuador 2021                                                              |
| 12  | Luis Zubeldía       | 2014-2015 y 2023      | Copa Sudamericana 2023 Serie A 2023                                                    |
| 13  | Pablo Sánchez       | 2024                  | Serie A 2024 Supercopa de Ecuador 2025                                                 |

### Últimos entrenadores
| Entrenador                | Período         |
| ------------------------- | --------------- |
| Daniel Carreño            | 2004            |
| Juan Carlos Oblitas       | 2004-2006       |
| Edgardo Bauza             | 2006-2008       |
| Jorge Fossati             | 2009            |
| Edgardo Bauza             | 2010-2013       |
| Luis Zubeldía             | 2014-2015       |
| - Claudio Borghi          | 2016            |
| Álvaro Gutiérrez Felscher | 2016            |
| Álex Aguinaga             | 2016            |
| Gustavo Munúa             | 2017            |
| Pablo Repetto             | 2017-2021       |
| Gabriel Di Noia           | 2021            |
| Pablo Marini              | 2021-2022       |
| Édison Méndez             | 2022 (interino) |
| Luis Zubeldía             | 2022-2023       |
| Josep Alcácer             | 2024            |
| Patricio Hurtado          | 2024 (interino) |
| Pablo Sánchez             | 2024-2025       |
| Patricio Hurtado          | 2025 (interino) |
| Tiago Nunes               | 2025-           |

## Palmarés

### Torneos nacionales (17)
| Competición               | Títulos                                                                        | Subcampeonatos                     |
| ------------------------- | ------------------------------------------------------------------------------ | ---------------------------------- |
| Serie A de Ecuador (13/6) | 1969, 1974, 1975, 1990, 1998, 1999, 2003, 2005-A, 2007, 2010, 2018, 2023, 2024 | 1977, 1981, 2008, 2015, 2019, 2020 |
| Copa Ecuador (1)          | 2018-19                                                                        |                                    |
| Supercopa de Ecuador (3)  | 2020, 2021, 2025 (récord)                                                      |                                    |
| Serie B de Ecuador (2/1)  | 1974-I, 2001                                                                   | 1978-II                            |

### Torneos internacionales (5)
| Competición                             | Títulos    | Subcampeonatos |
| --------------------------------------- | ---------- | -------------- |
| Copa Libertadores (1)                   | 2008       |                |
| Copa Sudamericana (2/1)                 | 2009, 2023 | 2011           |
| Recopa Sudamericana (2/1)               | 2009, 2010 | 2024           |
| Copa Mundial de Clubes de la FIFA (0/1) |            | 2008           |
| Copa Suruga Bank (0/1)                  |            | 2010           |

### Torneos provinciales (9)
| Competición                                                  | Títulos                            | Subcampeonatos   |
| ------------------------------------------------------------ | ---------------------------------- | ---------------- |
| Profesional                                                  |                                    |                  |
| Campeonato Profesional Interandino (6/3)                     | 1954, 1958, 1960, 1961, 1966, 1967 | 1955, 1956, 1964 |
| Segunda Categoría de Pichincha (1)                           | 1973 (invicto)                     |                  |
| Amateur                                                      |                                    |                  |
| Campeonato Amateur de Pichincha (3)                          | 1932, 1952, 1953                   |                  |
| Campeonato Olímpico Universitario (1)                        | 1945                               |                  |
| Copa Presidente de la República Alfredo Baquerizo Moreno (1) | 1919 (Club Universitario)          |                  |

### Torneos amistosos
| Torneos nacionales                                  |                  |                |
| Competición                                         | Títulos          | Subcampeonatos |
| Copa Carlos Andrade Marín (3)                       | 1969, 1982, 1983 |                |
| Copa de Campeones (2)                               | 2022, 2023       |                |
| Copa H. Consejo Provincial de Pichincha (1)         | 1970             |                |
| Cuadrangular de Preparación (1)                     | 1973             |                |
| Copa Gil Ramírez Dávalos (1)                        | 1976             |                |
| Copa Circuito de Emisoras Gran Colombia (1)         | 1985             |                |
| 50.º Aniversario del Estadio Olímpico Atahualpa (1) | 2001             |                |
| Copa Confraternidad (1)                             | 2018             |                |
| Copa Ciudad Blanca (1)                              | 2020             |                |
| Trofeo Ministerio de Deporte (0/1)                  |                  | 2014           |
| Copa Alberto Spencer (0/1)                          |                  | 2019           |
| Torneos internacionales                             |                  |                |
| Competición                                         | Títulos          | Subcampeonatos |
| Copa Unión (1)                                      | 1994             |                |
| Copa Universitaria (1)                              | 1996             |                |
| Copa Radio Integración de Tulcán (1)                | 2003             |                |
| Copa del Pacífico (1)                               | 2008             |                |

### Torneos juveniles
| Competición                       | Títulos          |
| --------------------------------- | ---------------- |
| Campeonato Ecuatoriano Sub-20 (2) | 2005, 2009       |
| Campeonato Ecuatoriano Sub-18 (3) | 2004, 2005, 2021 |
| Campeonato Ecuatoriano Sub-17 (1) | 2023             |
| Campeonato Ecuatoriano Sub-16 (3) | 2002, 2003, 2021 |
| Campeonato Ecuatoriano Sub-15 (2) | 2000, 2001       |
| Campeonato Ecuatoriano Sub-14 (1) | 2009             |
| Campeonato Ecuatoriano Sub-12 (3) | 1997, 1998, 2011 |
| Copa Monterrey Sub-18 (1)         | 2010             |
| Torneo Ciudad de León Sub-18 (1)  | 2010             |

## Filiales

### Club Deportivo Colegio de Liga
El Club Deportivo Colegio de Liga fue un equipo de fútbol proveniente de la ciudad de Quito. Fue fundado en 1996, estaba compuesto de las divisiones Sub-18 y Sub-20 de Liga Deportiva Universitaria y servía como equipo de reservas mientras participaba en el campeonato de Segunda Categoría de Pichincha. La filial desapareció en 2007.

### Atlético Kin
En el año 2020 el equipo realizó un convenio para adquirir los derechos del equipo Club Atlético Kin de la ciudad de Latacunga perteneciente a la Segunda Categoría de Cotopaxi, en reemplazo del Colegio de Liga, como puesto de actividad de sus juveniles mientras participa en el campeonato de la Segunda Categoría de Ecuador.